# Otávio Braga
Otávio Augusto Braga, auch bekannt als Otávio Augusto (* 29. Juli 1973 in Iacanga, São Paulo), ist ein ehemaliger brasilianischer Fußballspieler, der seine Karriere beim FK Sūduva in Litauen ausklingen ließ. 

## Karriere
Der jüngste Sohn von Emidio Braga und Julia Braga begann seine Karriere als Profifußballer in Araraquara bei Ferroviária mit Olivério Bazzani Filho als erstem Trainer.
Otávio Augusto spielte unter anderem auch für die brasilianischen Vereine Joinville EC, União São João und FC Santos, bevor er zum FC Luzern in die Schweiz wechselte. Nachdem er 2007 seine Karriere beendet hatte, startete er ein Medizinstudium an der Medizinischen Universität Kaunas.